# Hungerkrise am Horn von Afrika 2011

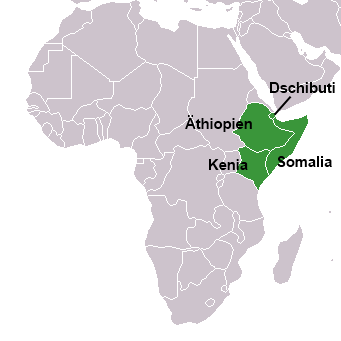
Betroffene Länder

Die Hungerkrise am Horn von Afrika 2011 bedrohte internationalen Organisationen zufolge etwa 11,5 Millionen Menschen (darunter 760.000 Flüchtlinge) in Somalia (3,7 Millionen), Äthiopien (4,8 Millionen), Kenia (2,9 Millionen) und Dschibuti (164.000). Von der Hungerkrise betroffen waren auch Eritrea und weitere ostafrikanische Staaten, doch liegen bezüglich dieser Gebiete keine zuverlässigen Daten vor.
Laut UN-Kinderhilfswerk UNICEF sind über zwei Millionen Kinder in der Region unterernährt, 500.000 davon „in lebensgefährlichem Zustand“. Gegenüber dem Jahr 2009 handle es sich um eine Steigerung von 50 Prozent. Die Vereinten Nationen sprechen von einer „der schlimmsten Dürren seit 60 Jahren“. António Guterres, der UN-Flüchtlingskommissar, bezeichnete die Situation im Juli 2011 als „schlimmste humanitäre Katastrophe der Welt“. Ende desselben Monats begann das Welternährungsprogramm der Vereinten Nationen eine Luftbrücke nach Somalia zu starten.
Allein in Somalia kamen durch die Krise zwischen Oktober 2010 und April 2012 fast 260.000 Menschen ums Leben.

## Ursachen und Vorgeschichte

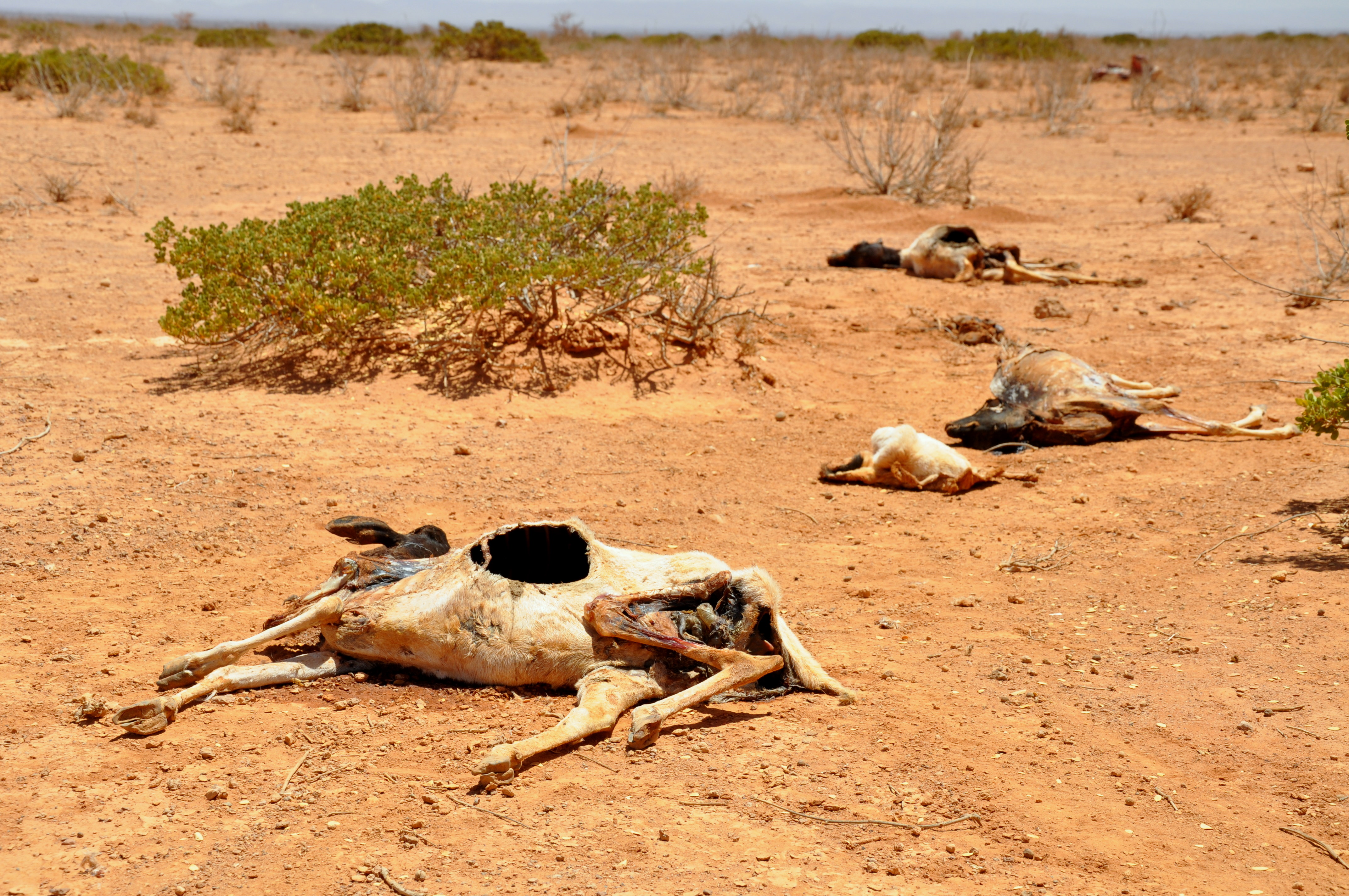
Totes Vieh in Somaliland, März 2011

Die Region um das Horn von Afrika war in den letzten Jahrzehnten mehrfach von schweren Hungerkrisen betroffen. Die Hungersnot in Somalia 1974–1975 führte zum Tod von 1500 Menschen und von Millionen Stück Vieh. Zehn Jahre später fielen einer katastrophalen Dürre in Äthiopien sowie politischer Untätigkeit bis zu einer Million Menschen zum Opfer. Ursache für die Hungersnot in Somalia in den 1990er-Jahren waren Kampfhandlungen und Plünderungen im Rahmen des somalischen Bürgerkrieges sowie eine langanhaltende Dürre. Eine weitere Hungerkrise im Jahr 2006 traf vor allem Viehzüchter in Nordostkenia, Südsomalia, im Süden und Osten Äthiopiens und in Dschibuti.
Die Hungerkrise des Jahres 2011 ist wesentlich dadurch ausgelöst worden, dass zwei saisonal aufeinander folgende Regenzeiten (die kurze Regenzeit von September bis Dezember; die Hauptregenzeit von März bis Juli) sehr wenig Niederschlag brachten. Die Anbausaison 2010/2011 war somit eine der trockensten seit 1950/51. Die kurze Regenzeit war eine der niederschlagärmsten der Geschichte. In einigen Gebieten war dies bereits die zweite oder dritte schwache Regenzeit in Folge. Im Dezember kam es zu Ernteausfällen in den marginalen Gebieten des Horns, und der Zustand des Viehbestands verschlechterte sich. Dies führte zu einer Verschärfung der Nahrungsmittelknappheiten.

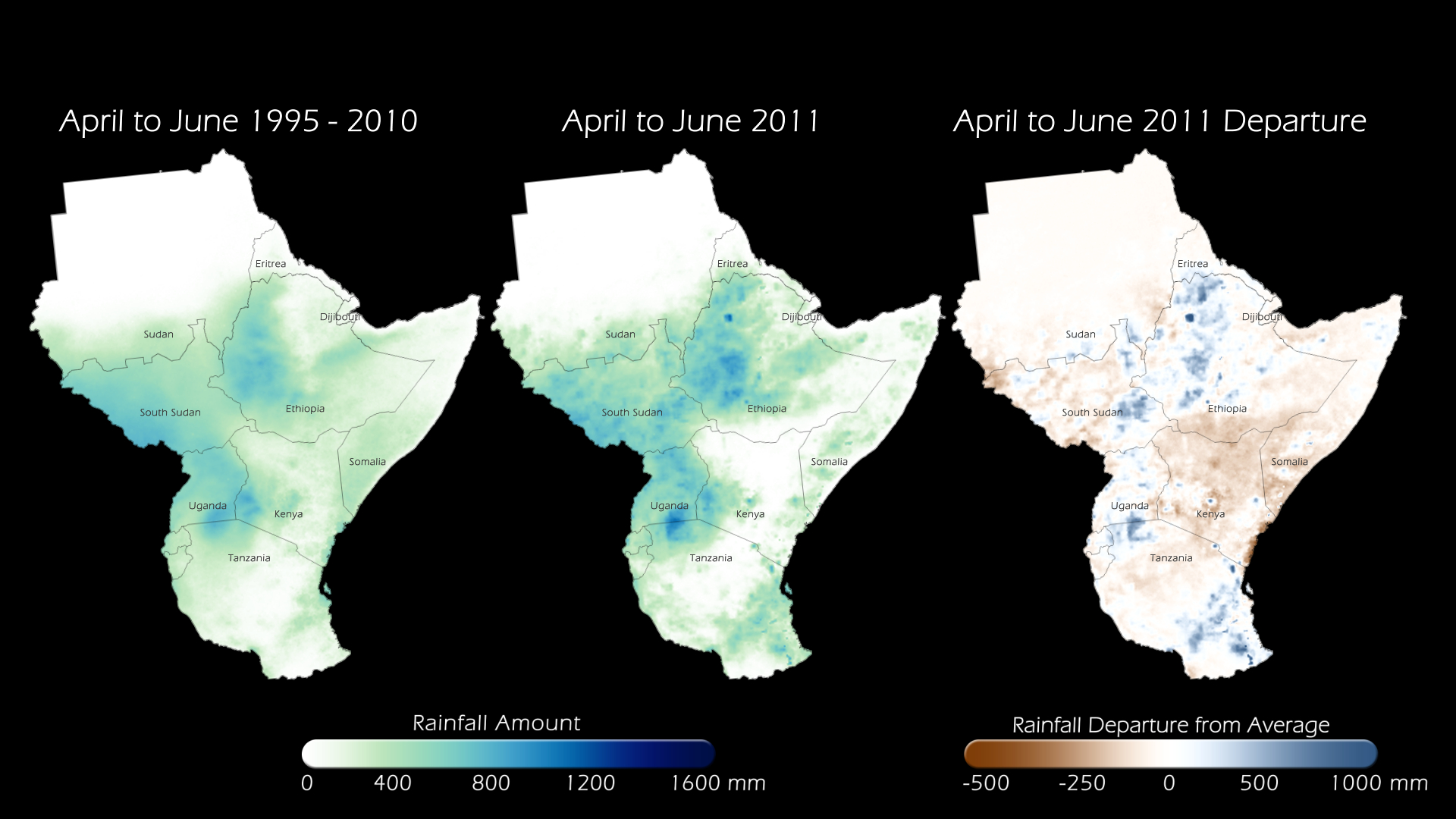
Niederschlagsmengen (April–Juni im Durchschnitt seit 1995, 2011 und im Vergleich)

Die Hauptregenzeit setzte daraufhin spät und unregelmäßig ein. In einigen Gebieten fielen weniger als 30 % des Niederschlages, der zwischen 1995 und 2010 im Durchschnitt gemessen wurde. Die Viehsterberaten in Hirtengebieten lagen bei 15 bis 30 Prozent, teilweise 40 bis 60 Prozent, vor allem unter Rindern und Schafen. Aufgrund der dadurch rückläufigen Produktion von Milch, einem wesentlichen Nahrungsmittel vor allem für Kinder, stiegen deren Preise dramatisch an. Die Ernte der Hauptregenzeit wurde im Juni als schwach erwartet, Missernten teilweise wahrscheinlich. Die Preise für Grundnahrungsmittel erreichten im Mai Rekordstände. Im somalischen Baidoa war Sorghumhirse um 240 % teurer als im Mai 2010, im äthiopischen Jijiga hatte sich der Preis von weißem Mais mehr als verdoppelt; im kenianischen Mandera lag der Preis von gelbem Mais um 58 % höher.
Im Juni 2011 waren knapp zehn Millionen Menschen in Nordostafrika von humanitären Maßnahmen und Nahrungsmittelhilfe abhängig, darunter jeweils 3,2 Millionen Menschen in Äthiopien und Kenia, 2,6 Millionen Menschen in Somalia und 117.000 Menschen in Dschibuti.
USAID-Direktor Rajiv Shah sieht in der globalen Erwärmung einen Beitrag zu der Situation in Ostafrika. Ein einzelnes Ereignis könne laut Philip Thornton vom ILRI und dem Institute of Atmospheric and Environmental Science der University of Edinburgh jedoch nicht auf die globale Erwärmung zurückgeführt werden. Thornton weist darauf hin, dass der Vierte Sachstandsbericht des IPCC eher eine Zunahme der Niederschläge in der Region über den Verlauf des Jahrhunderts für wahrscheinlich hält und dass es derzeit keine Hinweise auf einen verstärkten Trend zu Dürren in Ostafrika gebe. Hingegen werden Dürren in Ostafrika mit starken La-Niña-Ereignissen assoziiert.

## Situation nach Ländern

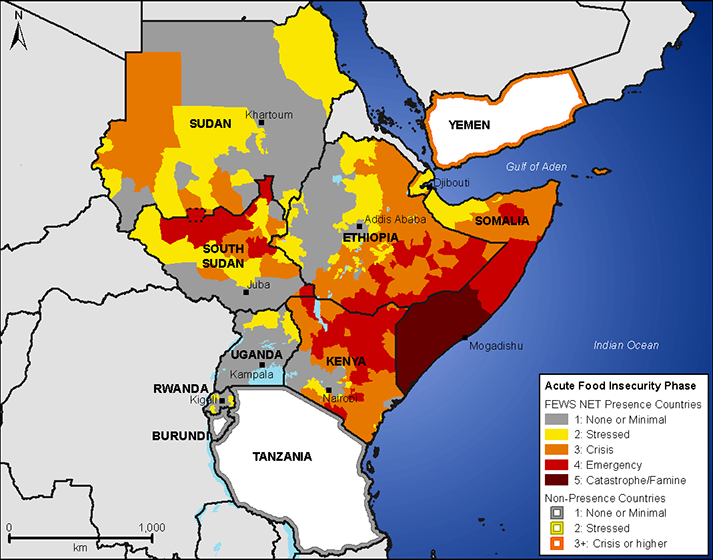
FEWS-NET-Vorhersage der IPC-Stufen für August–September 2011

Zu den am schwersten betroffenen Gebieten (mindestens Stufe 4 der IPC-Skala) gehören der Südosten Äthiopiens, Nordostkenia sowie weite Teile von Zentral- und Südsomalia. Die islamistische Shabaab-Miliz erschwert die humanitäre Hilfe insbesondere im Süden Somalias.

### Somalia
In Somalia ist mit 3,7 Millionen Menschen fast die Hälfte der Bevölkerung hilfsbedürftig. Davon benötigen 3,2 Millionen sofortige, lebensrettende Maßnahmen. 2,8 Millionen dieser Menschen befinden sich im Süden des Landes. Die Hungerkrise in Somalia ist die schwerste der Welt seit der Hungersnot in Somalia 1992. Für die Regionen Bakool und Shabeellaha Hoose erklärte die UN am 20. Juli den Status der Hungersnot. Am 3. August wurde auch in zwei Distrikten in der Region Shabeellaha Dhexe, in den Flüchtlingslagern im „Afgooye-Korridor“ und in Teilen der Hauptstadt der Status der Hungersnot erreicht. Für die Regionen Jubbada Hoose, Jubbada Dhexe, Bay, Banaadir, Gedo und Hiiraan besteht ebenfalls ein Risiko der Hungersnot in den nächsten Wochen. In den zentralen und nördlichen Regionen benötigen fast eine halbe Million Menschen humanitäre Hilfe.
Der gesamte Süden von Somalia leidet unter schwachen Ernten und zunehmenden Krankheitsausbrüchen. Eine massive Anstrengung ist notwendig, um die Nahrungsmittel- und Gesundheitsversorgung kurzfristig zu verbessern. Die Übergangsregierung Somalias hat 500.000 US-Dollar bereitgestellt, um die Binnenflüchtlinge in Mogadischu mit Wasser, Decken und Lebensmitteln zu versorgen. Die islamistische Shabaab-Miliz, die unter anderem den von der Hungersnot besonders stark betroffenen Süden des Landes kontrolliert, ließ Hilfeleistungen an die lokale Bevölkerung seit 2010 nicht zu. Angesichts der besorgniserregenden Entwicklung änderten Teile der Organisation Anfang Juli jedoch ihre Strategie und baten Entwicklungshelfer – „egal ob muslimisch oder nicht-muslimisch“ – um Unterstützung. Am 22. Juli revidierte ein Sprecher von al-Shabaab diese Entscheidung. Er bezeichnet die Einstufung der Lage als Hungersnot als „absoluten Schwachsinn“ und „reine Propaganda“ seitens der UN. UN-Behörden sind bereit, Hilfe zu leisten, wenn ihre Sicherheit und Nichteinmischung seitens der Islamisten gewährleistet ist. Die UN hat bereits via Luftbrücke dringend benötigte medizinische Güter, Lebensmittel und Wasser geliefert. Medizinische Pakete mit Arzneimitteln zur Behandlung verbreiteter Kinderkrankheiten für bis zu 100.000 Menschen befinden sich auf dem Weg. Laut UNICEF haben 3.000 Kartons von Nahrungsergänzungsmitteln bereits das stark betroffene Gebiet um Qansahdhere erreicht. Weitere Pakete zur Versorgung von 17.500 stark und 21.000 moderat mangelernährten Kindern wurden am 21. Juli nach Somalia geschickt.

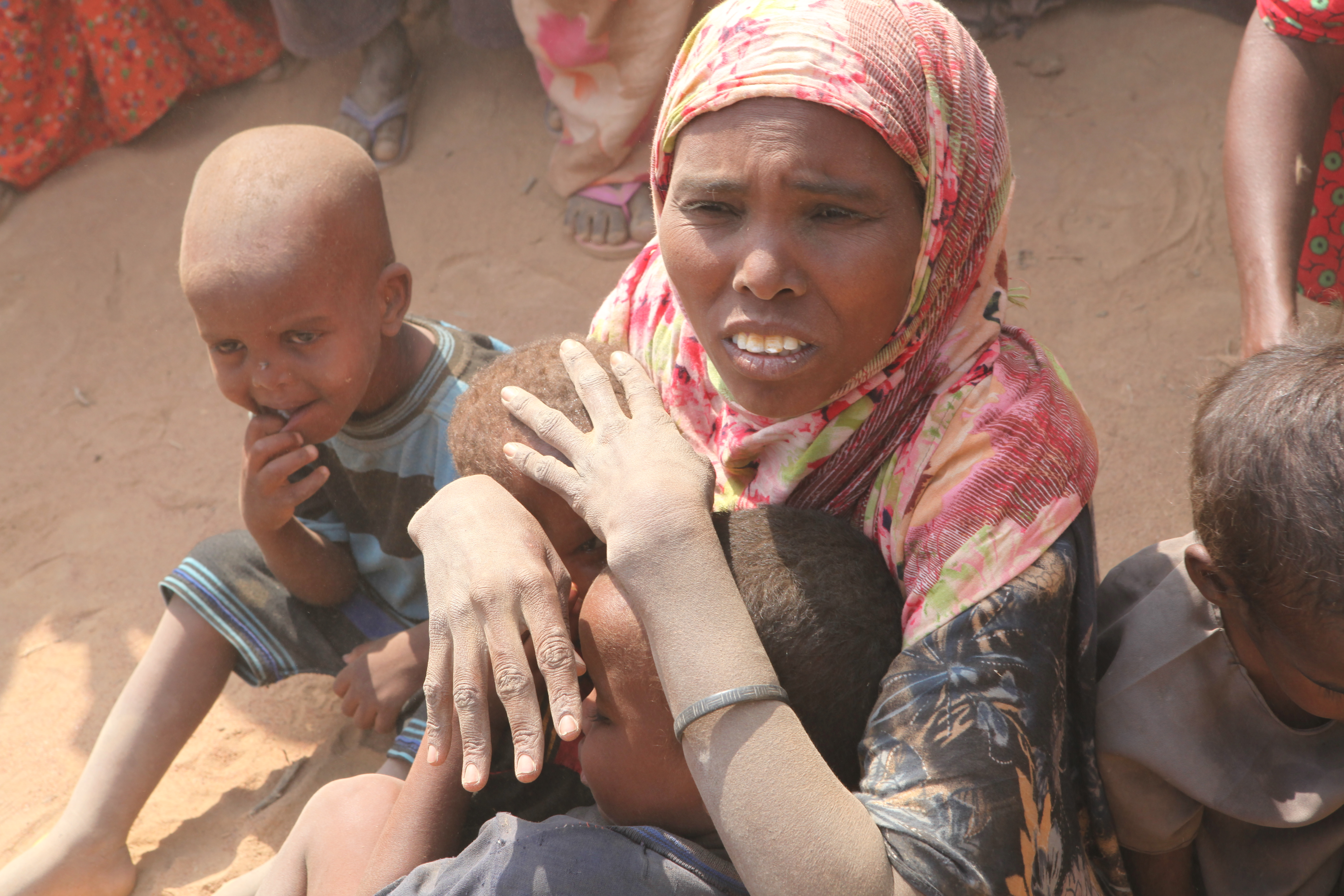
Somalische Flüchtlinge in Dadaab, Kenia

Die Rate von akuter Mangelernährung liegt im Süden über 20 %, in manchen Gebieten bis zu 30 %. Infektionskrankheiten sorgen aufgrund des mangelnden Impfschutzes für hohe Sterblichkeit. Der mangelnde Zugang zu Trinkwasser erhöht das Risiko für Durchfallerkrankungen. Verletzungen durch Gewalteinwirkungen nehmen zu. Im Mai wurden in Mogadischus Krankenhäusern 1.590 Verletzungen durch Waffengewalt registriert, von denen fast die Hälfte Kinder unter fünf Jahren betreffen. Die WHO führt derzeit eine Kampagne in Somaliland und Puntland durch, um 569.000 Kinder gegen Kinderlähmung und Masern zu impfen. Im Süden und Zentrum des Landes ist die medizinische Versorgung durch mangelnden Zugang für humanitäre Hilfsorganisationen erschwert.
Laut WFP können 1,5 Millionen Somalier durch Nahrungsmittel erreicht werden. Bedürftige Menschen im Süden Somalias können seit Januar 2010 nicht erreicht werden. Dem WFP werden nach eigenen Angaben zwischen Juli und Dezember 2011 77.660 Tonnen Lebensmittel im Wert von 99,4 Millionen US-Dollar fehlen. Täglich versorgt es in Mogadischu 85.000 Menschen. UNHCR hat im Süden des Landes mehr als 63.000 Menschen versorgt. Die UN und Partner leisten auch in den Grenzgebieten zu Äthiopien und Kenia Hilfe, wo sich mittlerweile der Zugang verbessert hat. Die Zivil-Militärische Zusammenarbeit der Mission der Afrikanischen Union in Somalia unterhält unabhängig davon ein Lager neben dem Flughafen Mogadischu zur medizinischen Versorgung.
Am 27. Juli 2011 begann WFP, eine Luftbrücke von Kenia nach Somalia einzurichten. Vom Flughafen Nairobi startete eine Maschine der UN-Behörde, die zehn Tonnen Hilfsgüter transportierte, darunter Nahrungsmittel speziell für unterernährte Kinder. In den kommenden Tagen sollen per Luftbrücke weitere 74 Tonnen Nahrungsmittel transportiert werden. Geplant wird auch, Gebiete in Äthiopien und im kenianischen Grenzgebiet zu versorgen.

### Äthiopien
Mehr als 4,5 Millionen Menschen benötigen humanitäre Hilfe. Der Einfluss der durch La Niña ausgelösten Dürre wird zunehmend akut im Flachland von Süd- und Südostäthiopien. Späte Regenfälle im Mai haben vorübergehend einige der kritischen Wasserknappheiten im Flachland reduziert, die Knappheiten kommen jedoch zurück und machen Wasserlieferungen notwendig. Im südlichen und zentralen Hochland haben späte Regenfälle hingegen die Aussaat ermöglicht. Die Ernte wird daher erst im September (bis zu zwei Monate später als normal) erwartet. Die Zahl der hilfsbedürftigen Menschen nahm seit April um knapp 50 % zu. Der äthiopische Desaster Risk Management and Food Security Sector (DRMFSS) schätzte am 11. Juli die bis zum Ende des Jahres benötigten Finanzmittel auf knapp 400 Millionen US-Dollar. Die wichtigste Maßnahme laut DRMFSS ist derzeit die Beschaffung und Verteilung von angereicherten Mais-Soja-Rationen.
Wasserlieferungen gehen derzeit nach Afar, Amhara, Oromia, Somali und Tigray. Es wird erwartet, dass in den kommenden Tagen und Wochen mehr Regionen Lieferungen benötigen. Prioritär werden Wasserquellen in Oromia rehabilitiert. Frühere Anstrengungen in Somali stellten die Funktion von 90 % der Brunnen sicher.
Über 700.000 Kinder und schwangere und stillende Frauen benötigen neben den Notrationen spezielle Nahrungsergänzung. Knapp 160.000 Kinder unter 5 Jahren benötigen innerhalb der zweiten Jahreshälfte medizinische Behandlung wegen akuter Mangelernährung. In der ersten Jahreshälfte wurden bereits 153.000 Kinder behandelt.
Mehr als 112.000 Flüchtlinge aus Somalia befinden sich derzeit in Dollo Ado (Somali). Die drei existierenden Flüchtlingslager in Bokolomanyo, Melkadida und Kobe sind bereits ausgelastet, daher wird in Hilowen ein viertes Lager errichtet und in Bora-Amino ein fünftes geplant. Die Prioritäten für die Flüchtlinge sind Nahrung und Gesundheit und Hygiene, und Unterkunft. Die äthiopische Behörde für Flüchtlinge, UNHCR und WFP liefern Lebensmittel. Die NGO Save the Children versorgt Kinder unter 5 Jahren mit speziellen Nahrungsergänzungen. Spanische Ärzte ohne Grenzen (MSF) unterstützt die Nahrungsmittel- und Gesundheitsversorgung. UNHCR und UNICEF planen zudem eine Impfkampagne. Das International Rescue Committee und der Lutherische Weltbund helfen bei der Wasser- und Hygieneversorgung, der Norwegian Refugee Council stellt 10.000 Zelte bereit. Des Weiteren unterstützt das Technische Hilfswerk (THW) mit einem Team die Vereinten Nationen in der Region um Dollo Ado.
Die akuten Unterernährungsraten befinden sich zwischen 10,5 % in Borena und 45–47 % unter somalischen Flüchtlingen in Dollo Ado. Laut UNHCR kommen täglich 2.500 Somalier in den Lagern an, die Hälfte von ihnen leidet unter Unterernährung. Laut WHO sind medizinische Grundversorgung und Not-Geburtshilfe schwach bis nicht vorhanden. Zwischen Januar und Juni 2011 wurden über 4.000 Fälle von Masern registriert; zwei Millionen Kinder unter 5 Jahren sind gefährdet. Mehr als 10 Millionen Menschen droht Malaria und Durchfallerkrankungen.

### Kenia

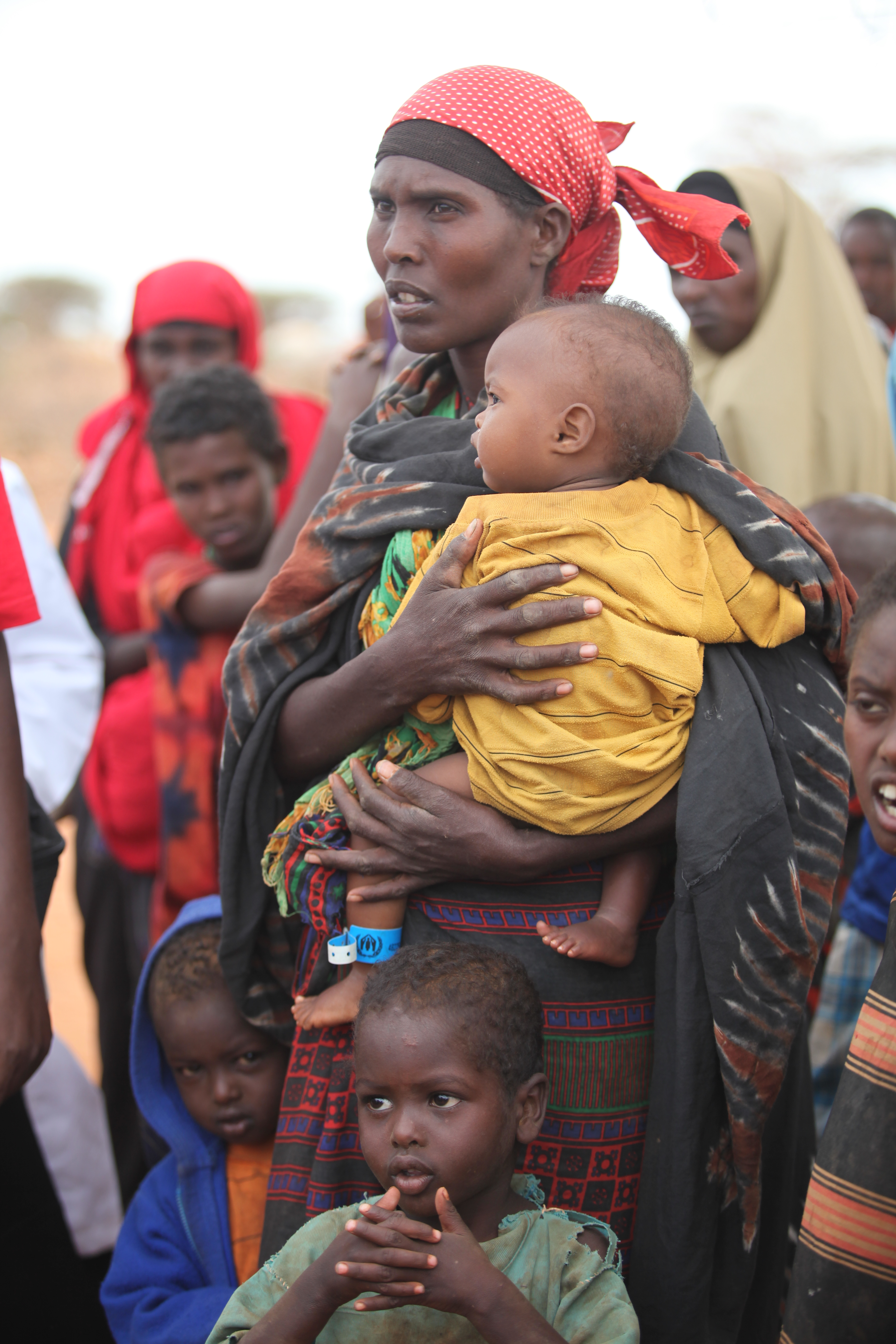
Somalische Flüchtlinge in Dadaab, Kenia

Nach schwachen Regenfällen der langen Saison (März–Juni) haben sich Ernährungsunsicherheit, Wasserknappheit und Krankheitsrisiko in den nördlichen und nordöstlichen Distrikten verschlimmert. Derzeit sind 2,4 Millionen Menschen auf Nahrungsmittelhilfe angewiesen; die Zahl könnte in den kommenden Monaten auf 3,5 Millionen ansteigen. Es wird erwartet, dass die Nahrungsmittelunsicherheit im August und September Krisenstatus erreichen wird.
Mehr als 350.000 Kinder sind von Unterernährung betroffen, davon 65.000 stark. Die akute Unterernährungsrate liegt bei 25 % in den betroffenen Gebieten und 37,7 % in Turkana.
Das Kabinett beschloss am 14. Juli den Import von gentechnisch verändertem Mais, um die Nahrungsmittelkrise zu bekämpfen. Dies gilt jedoch nur für den Konsum, nicht für den Anbau. Der Mais wird wahrscheinlich aus Südafrika kommen. Der Import wurde jedoch nur für Müller und unter Kennzeichnungspflicht erlaubt. Diese Auflagen bedeuten im Fall eines Imports zusätzlichen Kosten- und Zeitaufwand. Im selben Treffen beschloss das Kabinett die Bereitstellung von 100 Millionen US-Dollar zur Hilfe für betroffene Kenianer.
Die drei Flüchtlingslager in Dadaab sind mit über 383.000 Flüchtlingen um das Vierfache überlastet. Seit Januar kommen dort jeden Monat 10.000 bis 11.000 somalische Flüchtlinge an.
Erschöpfung, Krankheit und Mangelernährung erhöhen das Risiko von Masern, Cholera und Durchfallerkrankungen. Sexuelle Gewalt gegen Frauen nimmt zu, und es mangelt an medizinischer Grundversorgung und Geburtshilfe. Bis zum 12. Juli wurden 462 Masernerkrankungen und 11 Todesfälle registriert, wobei die Überwachung nicht ausreichend ist. Die am stärksten betroffenen Gebiete sind im Norden, Nordosten und an der Küste. Wanderungsbewegungen verstärken das Risiko der Verbreitung von Krankheiten. In der Woche vom 25. bis 29. Juli planen UNICEF, WHO und das kenianische Gesundheitsministerium die Impfung von 215.000 Kindern entlang der Grenze zu Somalia und in dem Lager in Dadaab gegen Kinderlähmung und Masern, sowie die Verteilung von Vitamin-A-Präparaten.

## Aussichten
Internationale Organisationen wie das Amt für die Koordinierung humanitärer Angelegenheiten der Vereinten Nationen beklagen darüber hinaus die „Ignoranz“ der Weltgemeinschaft. Hilfsgelder würden nicht in ausreichendem Maße fließen. Die Aufforderung der UN, rund 300 Millionen Euro für Ostafrika zu spenden, blieb zunächst fast ungehört. Erst im Juni und Juli 2011 reagierten mehrere Industrieländer.
UN-Hilfsorganisationen wie UNICEF, das Welternährungsprogramm WFP und das Flüchtlingshilfswerk UNHCR brauchen laut UN-Generalsekretär Ban Ki-moon mit Stand 13. Juli 2011 rund 1,6 Milliarden Dollar (1,1 Milliarden Euro), um den hungernden und von Seuchen bedrohten Menschen in Somalia und den Nachbarländern Kenia, Äthiopien und Dschibuti zu helfen. Bis dahin stand aber erst die Hälfte des benötigten Geldes zur Verfügung.
Bis zum 26. Juli 2011 wurden laut OCHA 1,1 Milliarden US-Dollar Hilfe geleistet, damit fehlte laut der Organisation 1 Milliarde Dollar. Die größten Geber waren die Vereinigten Staaten (448 Millionen), die Europäische Kommission (167 Millionen) und Japan (90 Millionen). Deutschland lag mit 13 Millionen auf dem 12. Platz der Geber.
Anfang Oktober 2011 erneuerte die UNICEF den Appell an die Weltöffentlichkeit, den hungernden Kindern zu helfen. Vier Millionen Kinder litten nach Angaben der Organisation an der Hungersnot. Allein in Somalia seien 450.000 von ihnen akut mangelernährt, davon 200.000 in lebensbedrohlichem Zustand. Mehrere zehntausend Menschen seien in den vergangenen Monaten bereits gestorben.
Das Welternährungsprogramm der Vereinten Nationen (UN World Food Programme, WFP) berichtete am 31. März 2017 in dem Bericht Global Report on Food Crises 2017, dass entgegen der zahlreichen internationalen Hilfsbemühungen im Jahr 2016 weiterhin 108 Mio. Menschen hungern mussten. Im Vergleich zum Jahr 2015 sei ein epochaler Anstieg festzustellen. Demgemäß sei 2015 eine Zahl von 80 Mio. Menschen von einer Hungerkrise betroffen gewesen. Der Bericht wurde herausgegeben von dem Food Security Information Network (FSIN), welches im Oktober 2012 von der Ernährungs- und Landwirtschaftsorganisation der Vereinten Nationen, dem Welternährungsprogramm der Vereinten Nationen und dem International Food Policy Research Institute gegründet wurde. Das Informationsnetzwerk wird unterstützt von der United States Agency for International Development und der Europäischen Union.
Am 1. Mai 2017 besuchte Sigmar Gabriel, Bundesminister des Auswärtigen, Somalia. Er forderte, im Hinblick auf die Auswirkungen der Hungerkrise, von der Weltgemeinschaft die Bereitschaft für weitere Hilfszahlungen an. Er proklamierte gleichzeitig, dass Deutschland seine bisherigen Hilfen für die Hungerkrise verdoppeln werde. Bisher unterstützte das Bundesministerium für wirtschaftliche Zusammenarbeit und Entwicklung (BMZ) Äthiopien, Somalia, Südsudan, Kenia, Sambia und weitere Länder in Zentralamerika mit Finanzhilfen in Höhe von 70 Mio. Euro. Im April 2016 steigerte Deutschland dann seine Finanzhilfen in Höhe von zusätzlich 20 Mio. Euro, speziell für die Länder Südsudan und Äthiopien. Hauptsächlich war diese Erhöhung für das Welternährungsprogramm der Vereinten Nationen im Südsudan und für das Kinderhilfswerk der Vereinten Nationen in Äthiopien vorgesehen.